# Chris Renaud
Chris Renaud (n. diciembre de 1966) es un diseñador gráfico y director de cine estadounidense. Fue nominado a un Premio Óscar por el corto animado de 2006 No Time for Nuts, en el cual aparece el personaje de la ardilla Scrat, de la franquicia Ice Age. Su trabajo más notable es Mi Villano Favorito, franquicia de la cual ha coescrito ambas películas con Pierre Coffin. Junto a Coffin, aportó la voz de los "Minions".

## Filmografía

### Cine
- The Secret Life of Pets 2 (2019): Director
- Despicable Me 3 (2017): Productor ejecutivo, voz de los Minions
- The Secret Life of Pets (2016): Director,[2][3] voz de Norman
- Minions (2015): Productor ejecutivo,[4]

- Despicable Me 2 (2013): Director,[5] voz de los Minions
- Dr. Seuss' The Lorax (2012): Director
- Despicable Me (2010): Director
- Ice Age: Dawn of the Dinosaurs (2009): Historia
- Dr. Seuss' Horton Hears a Who! (2008): Historia
- No Time for Nuts (2006): Director
- Ice Age: The Meltdown (2006): Historia
- Robots (2005): Historia

### Televisión
- El libro de Pooh: Diseñador de producción
- It's a Big Big World: Diseñador de producción
- Bear en la gran casa azul: Diseñador gráfico

## Premios y nominaciones
Premios Óscar
| Año  | Categoría                   | Película                   | Resultado |
| ---- | --------------------------- | -------------------------- | --------- |
| 2007 | Mejor cortometraje animado  | 'No Time for Nuts          | Nominado  |
| 2014 | Mejor película de animación | Gru 2. Mi villano favorito | Nominado  |